# 21. Dáil
Der 21. Dáil wurde am 16. Juni 1977 gewählt. Insgesamt 148 Abgeordnete (Teachtaí Dála) wurden in 42 Wahlkreisen mit dem Verfahren der übertragbaren Einzelstimmgebung (single transferable vote) bestimmt.

## Wahlausgang
siehe: Wahlen zum Dáil Éireann 1977

Sitzverteilung im 21. Dáil

Fianna Fáil und Fine Gael waren die stärksten Kräfte im Dáil. Die Fianna Fáil erreichte die absolute Mehrheit der Sitze.
Der Dáil Éireann kam erstmals am 5. Juli 1977 zur konstituierenden Sitzung zusammen. Als Vorsitzender des Dáils (Ceann Comhairle) wurde Joseph Brennan (Fianna Fáil) gewählt. Seine Vertretung (Leas-Cheann Comhairle) wurde Jim Tunney (Fianna Fáil).
Jack Lynch wurde zum Taoiseach gewählt. Er bildete die Regierung Lynch III. Oppositionsführer (Ceannaire an Fhreasúra) war Garret FitzGerald von der Fine Gael. Lynch übergab die Regierungsgeschäfte mit Ablauf des 11. Dezember 1979 an Charles Haughey, der die Regierung Haughey I bildete. Als Joseph Brennan am 13. Juli 1980 starb, wurde übergangsweise Pádraig Faulkner (Fianna Fáil) zum Ceann Comhairle gewählt.
Es folgten die Neuwahlen am 11. Juni 1981.
| Partei | Partei          | Vorsitzende/r im Dáil (Beginn) | Juli 1977: gewählte Teachtaí Dála | Juni 1981: Teachtaí Dála | Veränderung |
| ------ | --------------- | ------------------------------ | --------------------------------- | ------------------------ | ----------- |
|        | Fianna Fáil     | Jack Lynch                     | 84                                | 81                       | −3          |
|        | Fine Gael       | Garret FitzGerald              | 43                                | 45                       | +2          |
|        | Labour Party    | Frank Cluskey                  | 17                                | 16                       | −1          |
|        | Unabhängige     |                                | 4                                 | 4                        | −           |
|        | Ceann Comhairle |                                | −                                 | 1                        | +1          |
|        | Vakant          |                                | −                                 | 1                        | +1          |
| Gesamt | Gesamt          | 148                            | 148                               | 148                      | –           |

## Teachtaí Dála
| Wahlkreis             | Name                      | Partei (Teilgruppe) | Partei (Teilgruppe)     | Partei (Teilgruppe)     | Partei (Teilgruppe)                                                 | Im Amt seit       |
| Wahlkreis             | Name                      | Zu Beginn des Dáil  | Zu Beginn des Dáil      | Zum Ende des Dáil       | Zum Ende des Dáil                                                   | Im Amt seit       |
| --------------------- | ------------------------- | ------------------- | ----------------------- | ----------------------- | ------------------------------------------------------------------- | ----------------- |
| Carlow–Kilkenny       | Kieran Crotty             |                     | Fine Gael               | Fine Gael               | Fine Gael                                                           | 2. Juli 1969      |
| Carlow–Kilkenny       | Tom Nolan                 |                     | Fianna Fáil             | Fianna Fáil             | Fianna Fáil                                                         | 21. April 1965    |
| Carlow–Kilkenny       | Séamus Pattison           |                     | Labour                  | Labour                  | Labour                                                              | 11. Oktober 1961  |
| Carlow–Kilkenny       | Jim Gibbons               |                     | Fianna Fáil             | Fianna Fáil             | Fianna Fáil                                                         | 20. März 1957     |
| Carlow–Kilkenny       | Liam Aylward              |                     | Fianna Fáil             | Fianna Fáil             | Fianna Fáil                                                         | 5. Juli 1977      |
| Cavan–Monaghan        | John Conlan               |                     | Fine Gael               | Fine Gael               | Fine Gael                                                           | 2. Juli 1969      |
| Cavan–Monaghan        | Tom Fitzpatrick           |                     | Fine Gael               | Fine Gael               | Fine Gael                                                           | 21. April 1965    |
| Cavan–Monaghan        | John P. Wilson            |                     | Fianna Fáil             | Fianna Fáil             | Fianna Fáil                                                         | 4. März 1973      |
| Cavan–Monaghan        | Rory O’Hanlon             |                     | Fianna Fáil             | Fianna Fáil             | Fianna Fáil                                                         | 5. Juli 1977      |
| Cavan–Monaghan        | Jimmy Leonard             |                     | Fianna Fáil             | Fianna Fáil             | Fianna Fáil                                                         | 4. März 1973      |
| Clare                 | Brendan Daly              |                     | Fianna Fáil             | Fianna Fáil             | Fianna Fáil                                                         | 4. März 1973      |
| Clare                 | Sylvester Barrett         |                     | Fianna Fáil             | Fianna Fáil             | Fianna Fáil                                                         | 14. März 1968     |
| Clare                 | Frank Taylor              |                     | Fine Gael               | Fine Gael               | Fine Gael                                                           | 2. Juli 1969      |
| Cork City             | Peter Barry               |                     | Fine Gael               | Fine Gael               | Fine Gael                                                           | 2. Juli 1969      |
| Cork City             | Seán French               |                     | Fianna Fáil             | Fianna Fáil             | Fianna Fáil                                                         | 9. November 1967  |
| Cork City             | Jack Lynch                |                     | Fianna Fáil             | Fianna Fáil             | Fianna Fáil                                                         | 18. Februar 1948  |
| Cork City             | Pearse Wyse               |                     | Fianna Fáil             | Fianna Fáil             | Fianna Fáil                                                         | 21. April 1965    |
| Cork City             | Patrick Kerrigan          |                     | Labour                  |                         | verstorben am 4. Juli 1979                                          | 5. Juli 1977      |
| Cork City             | Liam Burke                |                     |                         |                         | Fine Gael Nachwahl für Patrick Kerrigan                             | 7. November 1979  |
| Cork Mid              | Barry Cogan               |                     | Fianna Fáil             | Fianna Fáil             | Fianna Fáil                                                         | 5. Juli 1977      |
| Cork Mid              | Donal Creed               |                     | Fine Gael               | Fine Gael               | Fine Gael                                                           | 21. April 1965    |
| Cork Mid              | Eileen Desmond            |                     | Labour                  | Labour                  | Labour                                                              | 4. März 1973      |
| Cork Mid              | Gene FitzGerald           |                     | Fianna Fáil             | Fianna Fáil             | Fianna Fáil                                                         | 2. August 1972    |
| Cork Mid              | Thomas Meaney             |                     | Fianna Fáil             | Fianna Fáil             | Fianna Fáil                                                         | 21. April 1965    |
| Cork North-East       | Seán Brosnan              |                     | Fianna Fáil             |                         | verstorben am 18. April 1979                                        | 13. November 1974 |
| Cork North-East       | Myra Barry                |                     |                         |                         | Fine Gael Nachwahl für Seán Brosnan                                 | 7. November 1979  |
| Cork North-East       | Patrick Hegarty           |                     | Fine Gael               | Fine Gael               | Fine Gael                                                           | 4. März 1973      |
| Cork North-East       | Richard Barry             |                     | Fine Gael               | Fine Gael               | Fine Gael                                                           | 18. Juni 1953     |
| Cork North-East       | Jerry Cronin              |                     | Fianna Fáil             | Fianna Fáil             | Fianna Fáil                                                         | 21. April 1965    |
| Cork South-West       | Michael Pat Murphy        |                     | Labour                  | Labour                  | Labour                                                              | 13. Juni 1951     |
| Cork South-West       | Jim O’Keeffe              |                     | Fine Gael               | Fine Gael               | Fine Gael                                                           | 5. Juli 1977      |
| Cork South-West       | Joe Walsh                 |                     | Fianna Fáil             | Fianna Fáil             | Fianna Fáil                                                         | 5. Juli 1977      |
| Donegal               | Neil Blaney               |                     | Independent Fianna Fáil | Independent Fianna Fáil | Independent Fianna Fáil                                             | 11. Oktober 1961  |
| Donegal               | Joseph Brennan            |                     | Fianna Fáil             |                         | Ceann Comhairle verstorben am 13. Juli 1980                         | 2. Juni 1954      |
| Donegal               | Hugh Conaghan             |                     | Fianna Fáil             | Fianna Fáil             | Fianna Fáil                                                         | 5. Juli 1977      |
| Donegal               | Patrick Harte             |                     | Fine Gael               | Fine Gael               | Fine Gael                                                           | 11. Oktober 1961  |
| Donegal               | James White               |                     | Fine Gael               | Fine Gael               | Fine Gael                                                           | 4. März 1973      |
| Donegal               | Clement Coughlan          |                     |                         |                         | Fianna Fáil Nachwahl für Joseph Brennan                             | 6. November 1980  |
| Dublin Artane         | Noël Browne               |                     | Independent             | Independent             | Independent                                                         | 5. Juli 1977      |
| Dublin Artane         | Charles Haughey           |                     | Fianna Fáil             | Fianna Fáil             | Fianna Fáil                                                         | 20. März 1957     |
| Dublin Artane         | Timothy Killeen           |                     | Fianna Fáil             | Fianna Fáil             | Fianna Fáil                                                         | 5. Juli 1977      |
| Dublin Ballyfermot    | Jim Mitchell              |                     | Fine Gael               | Fine Gael               | Fine Gael                                                           | 5. Juli 1977      |
| Dublin Ballyfermot    | John O’Connell            |                     | Labour                  | Labour                  | Labour                                                              | 21. April 1965    |
| Dublin Ballyfermot    | Eileen Lemass             |                     | Fianna Fáil             | Fianna Fáil             | Fianna Fáil                                                         | 5. Juli 1977      |
| Dublin Cabra          | Hugh Byrne                |                     | Fine Gael               | Fine Gael               | Fine Gael                                                           | 2. Juli 1969      |
| Dublin Cabra          | Tom Leonard               |                     | Fianna Fáil             | Fianna Fáil             | Fianna Fáil                                                         | 5. Juli 1977      |
| Dublin Cabra          | Vivion de Valera          |                     | Fianna Fáil             | Fianna Fáil             | Fianna Fáil                                                         | 4. Dezember 1945  |
| Dublin Clontarf       | George Colley             |                     | Fianna Fáil             | Fianna Fáil             | Fianna Fáil                                                         | 11. Oktober 1961  |
| Dublin Clontarf       | Michael Woods             |                     | Fianna Fáil             | Fianna Fáil             | Fianna Fáil                                                         | 5. Juli 1977      |
| Dublin Clontarf       | Michael Joe Cosgrave      |                     | Fine Gael               | Fine Gael               | Fine Gael                                                           | 5. Juli 1977      |
| Dublin County Mid     | Seán Walsh                |                     | Fianna Fáil             | Fianna Fáil             | Fianna Fáil                                                         | 4. März 1973      |
| Dublin County Mid     | Larry McMahon             |                     | Fine Gael               | Fine Gael               | Fine Gael                                                           | 2. Dezember 1970  |
| Dublin County Mid     | Síle de Valera            |                     | Fianna Fáil             | Fianna Fáil             | Fianna Fáil                                                         | 5. Juli 1977      |
| Dublin County North   | John Boland               |                     | Fine Gael               | Fine Gael               | Fine Gael                                                           | 5. Juli 1977      |
| Dublin County North   | Ray Burke                 |                     | Fianna Fáil             | Fianna Fáil             | Fianna Fáil                                                         | 4. März 1973      |
| Dublin County North   | Joe Fox                   |                     | Fianna Fáil             | Fianna Fáil             | Fianna Fáil                                                         | 5. Juli 1977      |
| Dublin County South   | Niall Andrews             |                     | Fianna Fáil             | Fianna Fáil             | Fianna Fáil                                                         | 5. Juli 1977      |
| Dublin County South   | John M. Kelly             |                     | Fine Gael               | Fine Gael               | Fine Gael                                                           | 4. März 1973      |
| Dublin County South   | John Horgan               |                     | Labour                  | Labour                  | Labour                                                              | 5. Juli 1977      |
| Dublin County West    | Liam Lawlor               |                     | Fianna Fáil             | Fianna Fáil             | Fianna Fáil                                                         | 5. Juli 1977      |
| Dublin County West    | Brian Lenihan senior      |                     | Fianna Fáil             | Fianna Fáil             | Fianna Fáil                                                         | 5. Juli 1977      |
| Dublin County West    | Mark Clinton              |                     | Fine Gael               | Fine Gael               | Fine Gael                                                           | 11. Oktober 1961  |
| Dublin County Finglas | Bertie Ahern              |                     | Fianna Fáil             | Fianna Fáil             | Fianna Fáil                                                         | 5. Juli 1977      |
| Dublin County Finglas | Jim Tunney                |                     | Fianna Fáil             | Fianna Fáil             | Fianna Fáil                                                         | 2. Juli 1969      |
| Dublin County Finglas | Luke Belton               |                     | Fine Gael               | Fine Gael               | Fine Gael                                                           | 21. April 1965    |
| Dublin North-Central  | Vincent Brady             |                     | Fianna Fáil             | Fianna Fáil             | Fianna Fáil                                                         | 5. Juli 1977      |
| Dublin North-Central  | Michael Keating           |                     | Fine Gael               | Fine Gael               | Fine Gael                                                           | 5. Juli 1977      |
| Dublin North-Central  | Michael O’Leary           |                     | Labour                  | Labour                  | Labour                                                              | 21. April 1965    |
| Dublin Rathmines West | Ben Briscoe               |                     | Fianna Fáil             | Fianna Fáil             | Fianna Fáil                                                         | 21. April 1965    |
| Dublin Rathmines West | Richie Ryan               |                     | Fine Gael               | Fine Gael               | Fine Gael                                                           | 22. Juli 1959     |
| Dublin Rathmines West | Gerard Brady              |                     | Fianna Fáil             | Fianna Fáil             | Fianna Fáil                                                         | 5. Juli 1977      |
| Dublin South-Central  | Frank Cluskey             |                     | Labour                  | Labour                  | Labour                                                              | 21. April 1965    |
| Dublin South-Central  | Thomas J. Fitzpatrick     |                     | Fianna Fáil             | Fianna Fáil             | Fianna Fáil                                                         | 21. April 1965    |
| Dublin South-Central  | Fergus O’Brien            |                     | Fine Gael               | Fine Gael               | Fine Gael                                                           | 4. März 1973      |
| Dublin South-East     | Garret FitzGerald         |                     | Fine Gael               | Fine Gael               | Fine Gael                                                           | 2. Juli 1969      |
| Dublin South-East     | Seán Moore                |                     | Fianna Fáil             | Fianna Fáil             | Fianna Fáil                                                         | 21. April 1965    |
| Dublin South-East     | Ruairi Quinn              |                     | Labour                  | Labour                  | Labour                                                              | 5. Juli 1977      |
| Dún Laoghaire         | Liam Cosgrave             |                     | Fine Gael               | Fine Gael               | Fine Gael                                                           | 1. Juli 1943      |
| Dún Laoghaire         | David Andrews             |                     | Fianna Fáil             | Fianna Fáil             | Fianna Fáil                                                         | 21. April 1965    |
| Dún Laoghaire         | Martin O’Donoghue         |                     | Fianna Fáil             | Fianna Fáil             | Fianna Fáil                                                         | 5. Juli 1977      |
| Dún Laoghaire         | Barry Desmond             |                     | Labour                  | Labour                  | Labour                                                              | 2. Juli 1969      |
| Galway East           | John Donnellan            |                     | Fine Gael               | Fine Gael               | Fine Gael                                                           | 3. Dezember 1964  |
| Galway East           | John Callanan             |                     | Fianna Fáil             | Fianna Fáil             | Fianna Fáil                                                         | 4. März 1973      |
| Galway East           | Thomas Hussey             |                     | Fianna Fáil             | Fianna Fáil             | Fianna Fáil                                                         | 2. Juli 1969      |
| Galway East           | Mark Killilea junior      |                     | Fianna Fáil             | Fianna Fáil             | Fianna Fáil                                                         | 5. Juli 1977      |
| Galway West           | William Loughnane         |                     | Fianna Fáil             | Fianna Fáil             | Fianna Fáil                                                         | 2. Juli 1969      |
| Galway West           | John Mannion junior       |                     | Fine Gael               | Fine Gael               | Fine Gael                                                           | 5. Juli 1977      |
| Galway West           | Bobby Molloy              |                     | Fianna Fáil             | Fianna Fáil             | Fianna Fáil                                                         | 21. April 1965    |
| Galway West           | Máire Geoghegan-Quinn     |                     | Fianna Fáil             | Fianna Fáil             | Fianna Fáil                                                         | 4. März 1975      |
| Kerry North           | Kit Ahern                 |                     | Fianna Fáil             | Fianna Fáil             | Fianna Fáil                                                         | 5. Juli 1977      |
| Kerry North           | Thomas McEllistrim junior |                     | Fianna Fáil             | Fianna Fáil             | Fianna Fáil                                                         | 2. Juli 1969      |
| Kerry North           | Dan Spring                |                     | Labour                  | Labour                  | Labour                                                              | 1. Juli 1943      |
| Kerry South           | Timothy O’Connor          |                     | Fianna Fáil             | Fianna Fáil             | Fianna Fáil                                                         | 11. Oktober 1961  |
| Kerry South           | Michael Begley            |                     | Fine Gael               | Fine Gael               | Fine Gael                                                           | 2. Juli 1969      |
| Kerry South           | John O’Leary              |                     | Fianna Fáil             | Fianna Fáil             | Fianna Fáil                                                         | 7. Dezember 1966  |
| Kildare               | Charlie McCreevy          |                     | Fianna Fáil             | Fianna Fáil             | Fianna Fáil                                                         | 5. Juli 1977      |
| Kildare               | Paddy Power               |                     | Fianna Fáil             | Fianna Fáil             | Fianna Fáil                                                         | 2. Juli 1969      |
| Kildare               | Joseph Bermingham         |                     | Labour                  | Labour                  | Labour                                                              | 4. März 1973      |
| Laois–Offaly          | Bernard Cowen             |                     | Fianna Fáil             | Fianna Fáil             | Fianna Fáil                                                         | 5. Juli 1977      |
| Laois–Offaly          | Oliver J. Flanagan        |                     | Fine Gael               | Fine Gael               | Fine Gael                                                           | 1. Juli 1943      |
| Laois–Offaly          | Ger Connolly              |                     | Fianna Fáil             | Fianna Fáil             | Fianna Fáil                                                         | 2. Juli 1969      |
| Laois–Offaly          | Patrick Lalor             |                     | Fianna Fáil             | Fianna Fáil             | Fianna Fáil                                                         | 11. Oktober 1961  |
| Laois–Offaly          | Tom Enright               |                     | Fine Gael               | Fine Gael               | Fine Gael                                                           | 2. Juli 1969      |
| Limerick East         | Michael Lipper            |                     | Independent             | Independent             | Independent                                                         | 5. Juli 1977      |
| Limerick East         | Michael Herbert           |                     | Fianna Fáil             | Fianna Fáil             | Fianna Fáil                                                         | 2. Juli 1969      |
| Limerick East         | Tom O’Donnell             |                     | Fine Gael               | Fine Gael               | Fine Gael                                                           | 11. Oktober 1961  |
| Limerick East         | Desmond O’Malley          |                     | Fianna Fáil             | Fianna Fáil             | Fianna Fáil                                                         | 22. Mai 1968      |
| Limerick West         | Gerard Collins            |                     | Fianna Fáil             | Fianna Fáil             | Fianna Fáil                                                         | 9. November 1967  |
| Limerick West         | William O’Brien           |                     | Fine Gael               | Fine Gael               | Fine Gael                                                           | 5. Juli 1977      |
| Limerick West         | Michael J. Noonan         |                     | Fianna Fáil             | Fianna Fáil             | Fianna Fáil                                                         | 2. Juli 1969      |
| Longford–Westmeath    | Gerald L’Estrange         |                     | Fianna Fáil             | Fianna Fáil             | Fianna Fáil                                                         | 21. April 1965    |
| Longford–Westmeath    | Joe Sheridan              |                     | Independent             | Independent             | Independent                                                         | 11. Oktober 1961  |
| Longford–Westmeath    | Seán Keegan               |                     | Fianna Fáil             | Fianna Fáil             | Fianna Fáil                                                         | 5. Juli 1977      |
| Longford–Westmeath    | Albert Reynolds           |                     | Fianna Fáil             | Fianna Fáil             | Fianna Fáil                                                         | 5. Juli 1977      |
| Louth                 | Joseph Farrell            |                     | Fianna Fáil             | Fianna Fáil             | Fianna Fáil                                                         | 4. März 1973      |
| Louth                 | Pádraig Faulkner          |                     | Fianna Fáil             |                         | Ceann Comhairle ab 16. Oktober 1980 nach dem Tod von Joseph Brennan | 20. März 1957     |
| Louth                 | Paddy Donegan             |                     | Fine Gael               | Fine Gael               | Fine Gael                                                           | 11. Oktober 1961  |
| Louth                 | Edward Filgate            |                     | Fianna Fáil             | Fianna Fáil             | Fianna Fáil                                                         | 5. Juli 1977      |
| Mayo East             | Seán Calleary             |                     | Fianna Fáil             | Fianna Fáil             | Fianna Fáil                                                         | 4. März 1973      |
| Mayo East             | Patrick Joseph Morley     |                     | Fianna Fáil             | Fianna Fáil             | Fianna Fáil                                                         | 5. Juli 1977      |
| Mayo East             | Paddy O’Toole             |                     | Fine Gael               | Fine Gael               | Fine Gael                                                           | 5. Juli 1977      |
| Mayo West             | Denis Gallagher           |                     | Fianna Fáil             | Fianna Fáil             | Fianna Fáil                                                         | 4. März 1973      |
| Mayo West             | Pádraig Flynn             |                     | Fianna Fáil             | Fianna Fáil             | Fianna Fáil                                                         | 5. Juli 1977      |
| Mayo West             | Enda Kenny                |                     | Fine Gael               | Fine Gael               | Fine Gael                                                           | 11. Dezember 1975 |
| Meath                 | John Bruton               |                     | Fine Gael               | Fine Gael               | Fine Gael                                                           | 21. April 1969    |
| Meath                 | James Fitzsimons          |                     | Fianna Fáil             | Fianna Fáil             | Fianna Fáil                                                         | 5. Juli 1977      |
| Meath                 | Brendan Crinion           |                     | Fianna Fáil             | Fianna Fáil             | Fianna Fáil                                                         | 4. März 1973      |
| Meath                 | James Tully               |                     | Labour                  | Labour                  | Labour                                                              | 11. Oktober 1961  |
| Roscommon–Leitrim     | Joan Burke                |                     | Fine Gael               | Fine Gael               | Fine Gael                                                           | 8. Juli 1964      |
| Roscommon–Leitrim     | Seán Doherty              |                     | Fianna Fáil             | Fianna Fáil             | Fianna Fáil                                                         | 5. Juli 1977      |
| Roscommon–Leitrim     | Terry Leyden              |                     | Fianna Fáil             | Fianna Fáil             | Fianna Fáil                                                         | 5. Juli 1977      |
| Sligo–Leitrim         | Eugene Gilhawley          |                     | Fine Gael               | Fine Gael               | Fine Gael                                                           | 4. März 1973      |
| Sligo–Leitrim         | James Gallagher           |                     | Fianna Fáil             | Fianna Fáil             | Fianna Fáil                                                         | 5. Juli 1977      |
| Sligo–Leitrim         | Ray MacSharry             |                     | Fianna Fáil             | Fianna Fáil             | Fianna Fáil                                                         | 2. Juli 1969      |
| Tipperary North       | Michael O’Kennedy         |                     | Fianna Fáil             | Fianna Fáil             | Fianna Fáil                                                         | 2. Juli 1969      |
| Tipperary North       | Michael Smith             |                     | Fianna Fáil             | Fianna Fáil             | Fianna Fáil                                                         | 5. Juli 1977      |
| Tipperary North       | John Joseph Ryan          |                     | Labour                  | Labour                  | Labour                                                              | 4. März 1973      |
| Tipperary South       | Noel Davern               |                     | Fianna Fáil             | Fianna Fáil             | Fianna Fáil                                                         | 2. Juli 1969      |
| Tipperary South       | Brendan Griffin           |                     | Fine Gael               | Fine Gael               | Fine Gael                                                           | 4. März 1973      |
| Tipperary South       | Seán Treacy               |                     | Labour                  | Labour                  | Labour                                                              | 11. Oktober 1961  |
| Waterford             | Austin Deasy              |                     | Fine Gael               | Fine Gael               | Fine Gael                                                           | 5. Juli 1977      |
| Waterford             | Edward Collins            |                     | Fine Gael               | Fine Gael               | Fine Gael                                                           | 2. Juli 1969      |
| Waterford             | Jackie Fahey              |                     | Fianna Fáil             | Fianna Fáil             | Fianna Fáil                                                         | 21. April 1965    |
| Waterford             | Billy Kenneally           |                     | Fianna Fáil             | Fianna Fáil             | Fianna Fáil                                                         | 21. April 1965    |
| Wexford               | Brendan Corish            |                     | Labour                  | Labour                  | Labour                                                              | 4. Dezember 1945  |
| Wexford               | Lorcan Allen              |                     | Fianna Fáil             | Fianna Fáil             | Fianna Fáil                                                         | 11. Oktober 1961  |
| Wexford               | Michael D’Arcy            |                     | Fine Gael               | Fine Gael               | Fine Gael                                                           | 5. Juli 1977      |
| Wexford               | Seán Browne               |                     | Fianna Fáil             | Fianna Fáil             | Fianna Fáil                                                         | 2. Juli 1969      |
| Wicklow               | Ciarán Murphy             |                     | Fianna Fáil             | Fianna Fáil             | Fianna Fáil                                                         | 4. März 1973      |
| Wicklow               | Liam Kavanagh             |                     | Labour                  | Labour                  | Labour                                                              | 2. Juli 1969      |
| Wicklow               | Godfrey Timmins           |                     | Fine Gael               | Fine Gael               | Fine Gael                                                           | 14. März 1968     |

1. Dáil (1919–1921) |
2. Dáil (1921–1922) |
3. Dáil (1922–1923) |
4. Dáil (1923–1927) |
5. Dáil (1927) |
6. Dáil (1927–1932) |
7. Dáil (1932–1933) |
8. Dáil (1933–1937) |
9. Dáil (1937–1938) |
10. Dáil (1938–1943) |
11. Dáil (1943–1944) |
12. Dáil (1944–1948) |
13. Dáil (1948–1951) |
14. Dáil (1951–1954) |
15. Dáil (1954–1957) |
16. Dáil (1957–1961) |
17. Dáil (1961–1965) |
18. Dáil (1965–1969) |
19. Dáil (1969–1973) |
20. Dáil (1973–1977) |
21. Dáil (1977–1981) |
22. Dáil (1981–1982) |
23. Dáil (1982) |
24. Dáil (1982–1987) |
25. Dáil (1987–1989) |
26. Dáil (1989–1992) |
27. Dáil (1992–1997) |
28. Dáil (1997–2002) |
29. Dáil (2002–2007) |
30. Dáil (2007–2011) |
31. Dáil (2011–2016) |
32. Dáil (2016–2020) |
33. Dáil (2020–2024) |
34. Dáil (seit 2024)